# Izmit Körfez Circuit
İzmit Körfez Circuit (turkiska: İzmit Körfez Yarış Pisti) är en motorsportbana belagd cirka 17 km väster om İzmit, i Körfez-distriktet i Kocaeli-provinsen, Turkiet. Den sponsras av det turkiska bilsportförbundet (TOSFED) och byggs av Istanbul Motorsports Club (İMK), och invigdes 1993 som den första asfalterade racerbanan i Turkiet. Arenan är hemvist för motorsporttävlingar i olika kategorier.
Izmit Körfez Circuit ligger vid Marmarasjöns nordöstra kust runt en liten Fener-sjö (Fenergölü), som tillhör Körfez-distriktet. Banan kan lätt nås från Istanbul och Izmit via motorväg O-4 eller motorväg D-100 vid avfarten Körfez. Tävlingsbanan, som är 1 950 km lång. banan har nio svängar och körs medurs.
Banan erbjuder det största antalet motorsporttävlingar i Turkiet. Förutom turkiska mästerskap hålls flera tävlingsorganisationer från privata företag samt olika motorsporttyper i olika kategorier här. På en genomsnittlig tävlingsdag genomförs flera evenemang i fem till sex kategorier. Banan används också för testkörningar av motortidningar, däck- och bilföretag. Vissa motorcykel- och bilsportskolor tränar också här. Omkring 5 000 åskådare i alla åldersgrupper kommer till banan på tävlingsdagarna. Evenemangen på banan möter ett växande intresse i TV och press.